# Касаткин, Николай Степанович
Никола́й Степа́нович Каса́ткин (27 июля 1904, Санкт-Петербург — 1 июля 1989) — советский военачальник, участник Советско-финляндской и Великой Отечественной войн, генерал-майор артиллерии (1943).

## Биография
16 августа 1919 года вступил в Рабоче-крестьянскую Красную армию. В 1939—1940 годах участвовал в Советско-финской войне.

### Великая Отечественная война

#### Начальник артиллерии 1-й танковой Краснознамённой дивизии
В нюне 1941 года он был назначен на должность начальника артиллерии 1-й танковой Краснознамённой дивизии 1-го механизированного корпуса Ленинградского военного округа. Он особенно проявил себя в боях за станцию Молосковицы (Ленинградская область), которые проходили 13-14 августа 1941 года. Танкисты 1 танковой дивизии сдерживали танки противника, которые прорывались к Ленинграду. Он лично трижды возглавлял контратаки стрелковых подразделений, благодаря которым, наступление противника было задержано на несколько дней. За это сражение Касаткин был представлен к званию Героя Советского Союза, но звание не было присвоено, вместо него он был награжден Орденом Красного Знамени.

#### Начальник штаба 123-й танковой бригады
С 14 октября 1941 — 11 января 1942 год он занимал должность начальника штаба 123-й танковой бригады и до осени 1942 года воевал на Ленинградском фронте.

### Начальником Учебного Центра самоходной артиллерии
В конце 1942 года полковник Касаткин был назначен начальником Учебного Центра самоходной артиллерии. Задачей центра являлось формирование и обучение самоходно-артиллерийских полков.
В 1943 году он был награжден вторым Орденом Красного Знамени, а 15 декабря 1943 года ему было присвоено звание генерал-майора артиллерии.
В 1944 году он был награжден Орденом Отечественной войны I степени.
После войны занимался преподавательской деятельностью.
24 октября 1962 года ушёл в отставку.

## Награды
- Орден Ленина (21.02.1945);
- Четыре ордена Красного Знамени (20.12.1941, 15.12.1943, 03.11.1944, 17.05.1951);
- Орден Отечественной войны II степени (27.09.1944);
- Медаль «За отвагу» (26.01.1940);
- Медаль «За оборону Ленинграда» (22.12.1942);
- Медаль «За победу над Германией в Великой Отечественной войне 1941—1945 гг.» (09.05.1945);
- Юбилейная медаль «XX лет Рабоче-Крестьянской Красной Армии» (22.02.1938)[1]